# Frédéric Henri Wolff
Pour les articles homonymes, voir Wolff.
Frédéric Henri Wolff (Colmar, 4 juin 1869 – Remenoville, 1er septembre 1914), est un officier français. Il est le deuxième fusillé pour l'exemple par l'armée française durant la Première Guerre mondiale. Il est le seul officier supérieur fusillé.

## Biographie
Fils d’un officier du 69e régiment d'infanterie alors en garnison à Colmar, il fait ses études au Prytanée de La Flèche. Il intègre l'École spéciale militaire de Saint-Cyr en 1889 (promotion du Dahomey). À la sortie d'école, en 1891, il intègre l'infanterie.
Il est décoré de la Légion d'honneur, médaillé du Tonkin et fait chevalier de l'ordre du Dragon d'Annam.

### Première Guerre mondiale
Le 25 août 1914, à la tête du 4e bataillon du 36e régiment d'infanterie coloniale, il tente de se rendre avec ses hommes pendant l'assaut d'Einvaux.
Son unité ayant été prise sous le « feu violent et remarquablement précis » des Allemands, Wolff a agité un mouchoir blanc au bout d'une baïonnette pour se rendre et capituler en rase campagne. Scandalisé, un caporal fourrier s'est alors exclamé : « Non ! Non ! Mon commandant ! Ne nous rendons pas ! ». Le caporal fourrier est alors parti alerter son lieutenant. Celui-ci est arrivé auprès de Wolff, a brandi un revolver et a menacé « de brûler la cervelle à qui voudrait se rendre ». À ces mots, Wolff a préféré rentrer son mouchoir et s'est écrié : « Fichons le camp ! », ce qui a provoqué la fuite des soldats face aux Allemands.
L'attitude du commandant Wolff est dénoncée par un de ses lieutenants auprès du général Durupt, le général de leur brigade. Dès le 25 août, l'affaire est signalée au général de Castelnau, commandant la IIe armée, qui décide de saisir le conseil de guerre. Le 27 août, le capitaine Cartier, commissaire rapporteur entend les témoins : le lieutenant Tomazon, un caporal et deux soldats racontent que le commandant Wolff a mis un mouchoir blanc au bout de son fusil. Lui-même est entendu le lendemain. Auparavant, le commandant Wolff a reconnu son geste lors d'un entretien avec le général Durupt, furieux. Pour se défendre, Wolff invoque une ruse de guerre et la pression de ses soldats. L'enquête est terminée le 30 août.
Le commandant Wolff est jugé par le conseil de guerre du quartier général de la IIe armée le 1er septembre 1914. Il est condamné pour avoir « tenté de capituler » en rase campagne, d'avoir cherché à « faire poser les armes à la troupe » et d'avoir « provoqué à la fuite en présence de l'ennemi »,,,. Le général de Castelnau, conformément au barème, ordonne que le « sieur Wolff susnommé soit passé par les armes à Remenoville le 1er septembre 1914 à 18 heures trente minutes ». Wolff est fusillé,,,. Il est rayé des cadres de la Légion d'honneur et du Dragon de l'Annam. 
L'exécution du commandant Wolff est représentative de l'état d'esprit des cadres militaires en ce début de la guerre. Ce passage par les armes d'un officier est connu et compris comme une décision nécessaire, dont la dimension symbolique apparaît nettement aux contemporains. Une demande de réhabilitation est déposée en 1933, sans succès. Son avocat insiste pourtant sur son patriotisme.
Il a longtemps été considéré comme le premier fusillé de la Grande Guerre. En réalité, il est le deuxième fusillé car un autre soldat l'a été avant lui : le soldat Jean-Marie Juquel du 36e régiment d'infanterie coloniale, passé par les armes le 29 août 1914 à Gerbéviller. Faux, Juquel a été fusillé le 10 octobre 1914. Wolff demeure le premier et le seul officier supérieur à avoir été fusillé durant la Première Guerre mondiale. L'historien André Bach estime que sa condamnation montre que la justice militaire de l'époque n'est pas « totalement une justice de classe ».